# Federico Falcone
Federico Matías Falcone (Rosario, 21 dicembre 1990) è un ex calciatore argentino con passaporto italiano, di ruolo attaccante.

## Carriera
Inizia la carriera nel Newell's Old Boys, formazione della massima serie argentina; in particolare, gioca la sua prima partita nella massima serie argentina nel campionato di Clausura del 2009. L'anno seguente scende in campo in 5 occasioni , mentre nel campionato di Apertura del 2011 gioca altre 4 partite, per un totale di 10 presenze senza reti nell'arco dei tre anni di permanenza al Newell's.
Dal gennaio al dicembre del 2012 gioca in prestito al La Serena, con cui realizza 4 reti in 13 presenze nella massima serie cilena ed un gol in 3 partite in Coppa del Cile; torna quindi al Newell's, che nel gennaio del 2013 lo cede a titolo definitivo allo Huachipato, sempre nella massima serie cilena. Con lo Huachipato Falcone rimane fino al gennaio del 2014, e nell'arco di questo periodo segna 2 gol in 6 partite nella Coppa Libertadores 2013 e 3 gol in 24 partite nella massima serie cilena, giocando poi anche 7 partite senza mai segnare in Coppa del Cile.
Dal gennaio all'agosto del 2014 milita nel Barnechea, con cui gioca 3 partite senza mai segnare nella seconda divisione cilena; milita in questa categoria anche dall'agosto del 2014 all'agosto del 2015 con i Rangers Talca, con cui realizza 8 reti in 32 incontri di campionato.
Nella stagione 2015-2016 gioca nel Valletta con cui vince il campionato maltese, nel quale realizza 16 reti in 30 presenze; gioca inoltre anche una partita in Coppa di Malta. Rimane a Malta anche per la stagione 2016-2017, nella quale esordisce nei preliminari di Champions League il 28 giugno 2016 giocando da titolare nella partita casalinga vinta per 1-0 contro il B36 Tórshavn, nella quale realizza anche il gol decisivo per la vittoria della sua squadra. Va a segno anche nella partita di ritorno, nella quale gioca nuovamente da titolare, contribuendo così al passaggio del Valletta al secondo turno preliminare. Segna un gol anche nella partita di andata del secondo turno preliminare, conclusasi con una sconfitta casalinga per 2-1 contro la Stella Rossa.

## Palmarès

### Club

#### Competizioni nazionali
- Campionato maltese: 1

Valletta: 2015-2016
- Coppa di Portogallo: 1

Desportivo Aves: 2017-2018
- Coppa di Malta: 1

Hibernians: 2024-2025